# Greip
Greip (”hon som griper fast”) är ett jättinnenamn i nordisk mytologi.
I Skáldskaparmál 18 är Greip dotter till jätten Geirröd och syster till Gjalp. När syskonen försöker dräpa Tor genom att krypa under den stol där han sitter och lyfta den för att krossa honom mot taket, tar Tor spjärn med staven Gríðarvǫlr mot en takbjälke och pressar sedan nedåt så hårt att systrarnas ryggar knäcks.
I Vǫluspá in skamma (Hyndluljóð 37) är Greip en av Heimdalls nio jättemödrar.
Namnet Greip förekommer inte i tulorna, men nämns i drapan Höstlång från 900-talets början, där i trettonde strofen Greipar biðill (Greips friare) står som kenning för "jätte".